# 原田瑞希
原田 瑞希（はらだ みずき、2003年10月3日 - ）は、大分県出身の、日本の柔道選手。階級は48kg級。

## 経歴
長洲中学3年の時に全国中学校柔道大会40㎏級で2位になった。柳ヶ浦高校1年と3年の時にインターハイ48㎏級で5位になった。2年の時には全国高校選手権で3位だった。
2022年に日大へ進学すると、1年の時には全日本ジュニアで3位となった。2年の時には全日本ジュニアの決勝で大学の1年後輩になる宮木果乃に敗れて2位、学生体重別では3位だった。3年の時には学生体重別の決勝で東海大学2年の近藤美月を破って優勝した。講道館杯では3位となった。グランプリ・リンツでは2回戦でカザフスタンのアビバ・アブジャキノワに敗れた。4年の時には体重別の決勝でJR東日本の古賀若菜に敗れて2位だった。ワールドユニバーシティゲームズでは優勝した。
IJF世界ランキングは112ポイント獲得で123位(25/7/20現在)。

## 戦績
- 2018年 -　全国中学校柔道大会　2位(40㎏級)
- 2019年 -　インターハイ　5位
- 2021年 -　全国高校選手権　3位
- 2021年 -　インターハイ　5位
- 2022年 -　全日本ジュニア　3位
- 2023年 -　チェコジュニア国際　3位
- 2023年 -　全日本ジュニア　2位
- 2023年 -　学生体重別　3位
- 2024年 -　ベルギージュニア国際　優勝
- 2024年 -　学生体重別　優勝
- 2024年 -　講道館杯　3位
- 2025年 -　体重別　2位
- 2025年 -　ワールドユニバーシティゲームズ　優勝

(出典JudoInside.com)